# داندینونگ تندر
باشگاه فوتبال داندینونگ یک باشگاه فوتبال از شهر داندینونگ، منطقه جنوب شرقی ملبورن ویکتوریای استرالیا است. آنها یک باشگاه آلبانیایی هستند که مورد حمایت استرالیا هستند. تندر در لیگ های برتر ملی ویکتوریا رقابت می کند.